# Indiana Jones og templets forbandelse
Indiana Jones og Templets Forbandelse er en amerikansk eventyrfilm fra 1984. Filmen er instrueret af Steven Spielberg og produceret af George Lucas. Filmen er som udgivelse en efterfølger til Jagten på den forsvundne skat, men i seriens interne kronologi er det den første film.

## Medvirkende
- Harrison Ford - Indiana Jones
- Kate Capshaw - Wilhelmina 'Willie' Scott
- Jonathan Ke Quan (født og krediteret som Ke Huy Quan) - Short Round
- Amrish Puri - Mola Ram, thuggee leder
- Roshan Seth - Chattar Lal
- Philip Stone - Philip Blumburtt
- Roy Chiao - Lao Che
- David Yip - Wu Han
- Ric Young - Kao Han
- Chua Kah Joo - Chen